# Codenames

Codenames é um jogo de tabuleiro de dedução de palavras criado por Vlaada Chvátil. O jogo foi lançado em 2015 e se tornou um sucesso popular em todo o mundo.

## Regras do Jogo
No jogo Codenames, os jogadores são divididos em duas equipes: a equipe Vermelha e a equipe Azul. Cada equipe tem um mestre-espião e agentes secretos. O objetivo do jogo é descobrir as palavras associadas à equipe do seu mestre-espião enquanto evita palavras que pertencem à equipe adversária. O mestre-espião dá dicas de uma única palavra e um número, indicando quantas palavras na grade estão relacionadas à dica. Os agentes secretos tentam adivinhar as palavras corretas com base na dica do mestre-espião, e o jogo continua até que uma equipe descubra todas as suas palavras ou toque em uma palavra do assassino, o que encerra o jogo.

## Modalidades de Jogo
Codenames oferece várias modalidades de jogo, incluindo "Team VS Team" (Equipe contra Equipe) para 4 ou mais jogadores e "Codenames Duet" para jogos cooperativos com 2 ou mais jogadores.